# Annie Lunde Hansen
 Der er for få eller ingen kildehenvisninger i denne artikel, hvilket er et problem. Du kan hjælpe ved at angive troværdige kilder til de påstande, som fremføres i artiklen.

Annie Birthe Lunde Hansen (født 21. marts 1936 i Nykøbing Falster, død 18. oktober 2014) var en dansk politiker, der var medlem af Folketinget for Centrum-Demokraterne i Lejrekredsen og Holbækkredsen (Vestsjællands Amtskreds) fra 11. marts 1998 til 20. november 2001.
Annie Lunde Hansen varr handelsskoleuddannet og arbejdede som salgsassistent 1968-1973 og sekretær 1973-1988, vikar 1988-1990 og som bogholderiassistent 1990-1998. Hun var også været medlem af Høje-Tåstrup Kommunalbestyrelse. I 1998 blev hun valgt til Folketinget, men blev ikke genvalgt i 2001, idet CD røg ud af Folketinget.
Hun var i sit senere liv bosiddende på Orø, hvor hun var formand for menighedsrådet i Orø Kirke indtil 2008.